# بوریس والنتینوویچ بیتیوکوف
بوریس والنتینوویچ بیتیوکوف (۱۹۲۱–۲۰۰۲) - بازیگر فیلم اهل کشور اتحاد جماهیر شوروی و برندهٔ جایزهٔ درجه دوم استالین (۱۹۵۱) بود.